# 单叶省藤
单叶省藤（学名：Calamus simplicifolius）为棕榈科省藤属下的一个种。分佈於中國海南及廣西。

## 扩展阅读
- 維基物種上的相關：单叶省藤